# Effetto Crabtree
L'effetto Crabtree, dal nome del biochimico inglese Herbert Grace Crabtree, (o repressione da glucosio) è il fenomeno di diminuzione notevole o totale del consumo di ossigeno da parte di alcuni tessuti o microrganismi fermentanti facoltativi in seguito al raggiungimento di elevate concentrazioni di glucosio, è l'inverso dell'effetto Pasteur. Questo genere di tessuti o microrganismi, in presenza di una quantità eccessiva di glucosio, deprimono o sopprimono completamente i loro processi aerobici ossidativi.
Un esempio è il Saccharomyces cerevisiae, lievito unicellulare osmofilo fermentante facoltativo, il quale entra in attività fermentativa quando la concentrazione di Glucosio nel substrato supera i 0,25 g/L, data dalla repressione catabolica del Citrocomo A.